# Allevard
Allevard är en kommun i departementet Isère i regionen Auvergne-Rhône-Alpes i sydöstra Frankrike. Kommunen ligger i kantonen Allevard som tillhör arrondissementet Grenoble. År 2022 hade Allevard 3 962 invånare.

## Befolkningsutveckling
Antalet invånare i kommunen Allevard
Referens:INSEE